# Hemineglekt
Hemineglekt, syndrom opomíjení nebo neglekt syndrom je neuropsychologická porucha způsobená poškozením jedné hemisféry mozku. Projevuje se deficitem pozornosti a vědomého vnímání jedné strany prostředí. Hemineglekt je definován jako neschopnost zpracovat nebo si uvědomovat podněty na jedná straně těla nebo prostředí, která není následkem poškození smyslů. Obvykle je kontralaterální k poškozené hemisféře, ale byly zjištěny i případy jeho výskutu na straně, kde došlo k lézi.
Existují různé formy neglektu. Symptomy se mohou značně lišit od jednoho pacienta k druhému. U většiny lidí se jedná o dočasné postižení, ale pro některé je dlouhodobé
i celoživotní.

## Lokalizace a příčiny
Mezi příčiny patří hemoragická cévní mozková příhoda, infarkt a nádor na mozku. K lézi nejčastěji dochází v zadní části temenní mozkové kůry v místě, kde se setkává spánkový a temenní lalok (TPJ). Častěji bývá poškozen pravý temenní lalok než levý a proto je tedy častější neglekt levé strany.

## Druhy
Nejčastější je vizuální neglekt. Nedostatek percepce není důsledkem poruchy zraku (při mrtvici někdy poškozen), vidění je zachováno. Pacienti s lézí na pravé hemisféře do zrakového systému informace z levého prostoru přijímají, ale nejsou schopni těmto informacím věnovat pozornost. Levá strana prostoru jako by pro ně neexistovala. Řada experimentů dokázala, že není „opomíjena“ jen konkrétní strana prostoru, ale i jednotlivé objekty. Dokládá to např. studie, ve které byl pacientům ukázán obrázek domu a 2 stromů, který měli překreslit. Participani nepřekreslili nejen levou stranu obrázku, ale také hůře nakreslili levou část stromu. Neglekt neovlivňuje jen zpracování informací, ale mj. i péči o vzhled – problémy s oblékáním (apraxie oblékání), holením (oholí si jen půlku tváře), česáním apod. Pro postižené tato porucha může být velmi matoucí a uvádět je do rozpaků. Člověk takto postižený může sníst pouze jídlo na pravé straně talíře s tím, že řekne, že již vše snědl. Když je takový člověk vyzván, aby reagoval na pohyb prstu, reaguje pouze na ten vpravo; pokud jsou oba prsty umístěny na „neopomíjené“ straně, reaguje i na prst vlevo. Jsou-li však v pohybu oba prsty zároveň, reauguje jen na prst vpravo. Postižení si neuvědomují, že jim něco uniká; tím se liší od pacientů trpících hemianopsií.
Většina studií byla zaměřena na charakteristiku zrakové formy neglektu, ale existují i jiné formy.
Pacienti mohou ignorovat i hmatové informace z jejich levé nebo pravé ruky. Stejně jako u zrakové formy je smysl, hmat, zachován, ale tato informace není přístupná.
Stejně tak je tomu u sluchové a čichové formy neglektu.
Pokud požádáte člověka s motorickým neglektem, aby zvedl pravou ruku, zvedne ji, stejně tak levou. Když jej vyzvete, aby zvedl obě, zvedne pouze pravou.
Typické je, že když jsou tito lidé konfrontováni s tím, že něco není v pořádku, používají obranné mechanismy, často se různě „vymlouvají“; např. žena, která byla pouze zpola oblečená, odpověděla, že „chce začít nový trend“.

## Testy
K jedněm z nejpoužívanějších testů zrakového neglektu patří tzv. test hodin (Clock Drawing test, CDT), při kterém má pacient do prázdného kruhu zakreslit čísla, někdy také znázornit pomocí hodinových ručiček určitý čas. Při jiném testu je použita mapa, na které jsou znázorněny např. body A a Z. Pacient má popsat nejdříve cestu z bodu A do bodu Z a poté cestu opačnou. Bylo zjištěno, že při každém popisu cesty vnímal rozdílnou stranu mapy a druhou "ignoroval"; při popisu cesty směrem na sever byla „opomenuta“ levá strana mapy, na jih pravá strana. Podobně, pokud má pacient za úkol překreslit obrázek, který je přímo před ním, nepřekreslí levou stranu. Stejně tak i v případě, že je požádán, aby nakreslil nějaký předmět z paměti.
Když je pacient požádán o přepůlení čáry, umístí značku napravo od středu. V jiném experimentu má pacient přeškrtat všechny čáry na obrázku; udělá to jen u pravé poloviny, přičemž posunutí celého obrázku směrem napravo na tom při opětovném pokusu nic nezměnilo.

## Léčba
Hemineglekt se léčí velmi obtížně. Přístupy k jeho léčbě lze rozdělit do dvou kategorií. „Top-down“ přístupy vyžadují aktivní účast pacienta pod vedením terapeuta. Nejběžněji je pacient opakovaně instruován, aby svůj pohled upřel směrem vlevo do „opomíjeného“ prostoru.
„Bottom-up“ přístupy manipulují s charakteristickými znaky podnětů, smyslovými vjemy nebo mozkem přímo a pokoušejí se tak změnit nevyrovnanost hemisfér.
Kombinací těchto přístupů je prizmatická adaptace. Při této metodě jsou využívány prizmatické brýle, které přesunou pacientův pohled na pravou stranu. Zpětná vizuální vazba jim umožňuje „vyrovnat“ chyby na levé straně a opravit je. Poté, co jsou prizmatické čočky odejmuty, odchylka přetrvává. Přesto studie ukázaly zlepšení v řadě mnohých symptomů neglektu.